# Cephaloscyllium silasi
Cephaloscyllium silasi, conhecido em inglês como Indian swellshark, é uma espécie de tubarão que vive em águas profundas do oceano Índico ocidental. Pertence a família Scyliorhinidae e ao gênero Cephaloscyllium. É uma espécie considerada inofensiva para os seres humanos, pois é um tubarão pequeno que pode chegar a medir 36 cm o macho e a fêmea pode chegar a medir 45 cm.

## Biologia
É um tubarão ovíparo. Quando se sente ameaçado ele engole água ou ar, isso o deixa maior e assusta os predadores, é uma característica comum em tubarões do gênero Cephaloscyllium. Quando os embriões estão sendo formados dentro dos ovos, eles se alimentam da gema até a hora de nascer. Não se sabe muito bem o que os adultos se alimentam, mas uma fêmea grávida foi capturada e contia no estômago crustáceos e cefalópodes.
Não se conhece muito sobre o seu habitat, sendo uma espécie que habita águas profundas, seu possível habitat natural pode ser recifes de corais mesofóticos.

## Distribuição
A espécie é nativa do oceano Índico ocidental. Podendo ser encontrado na Índia, Omã, ilhas Andamão e Nicobar e no
golfo de Bengala.